# Врсно (Кобарид)
Врсно (словен. Vrsno) — мале поселення в общині Кобарид, Регіон Горишка, Словенія близько до кордону з Італією. Висота над рівнем моря: 591,2 м.
Поселення відоме насамперед як батьківщина поета Симона Грегорчича (словен. Simon Gregorčič). З 1966 року будинок Грегорчича є невеликим етнографічним музеєм з деякими експонатами з життя поета.

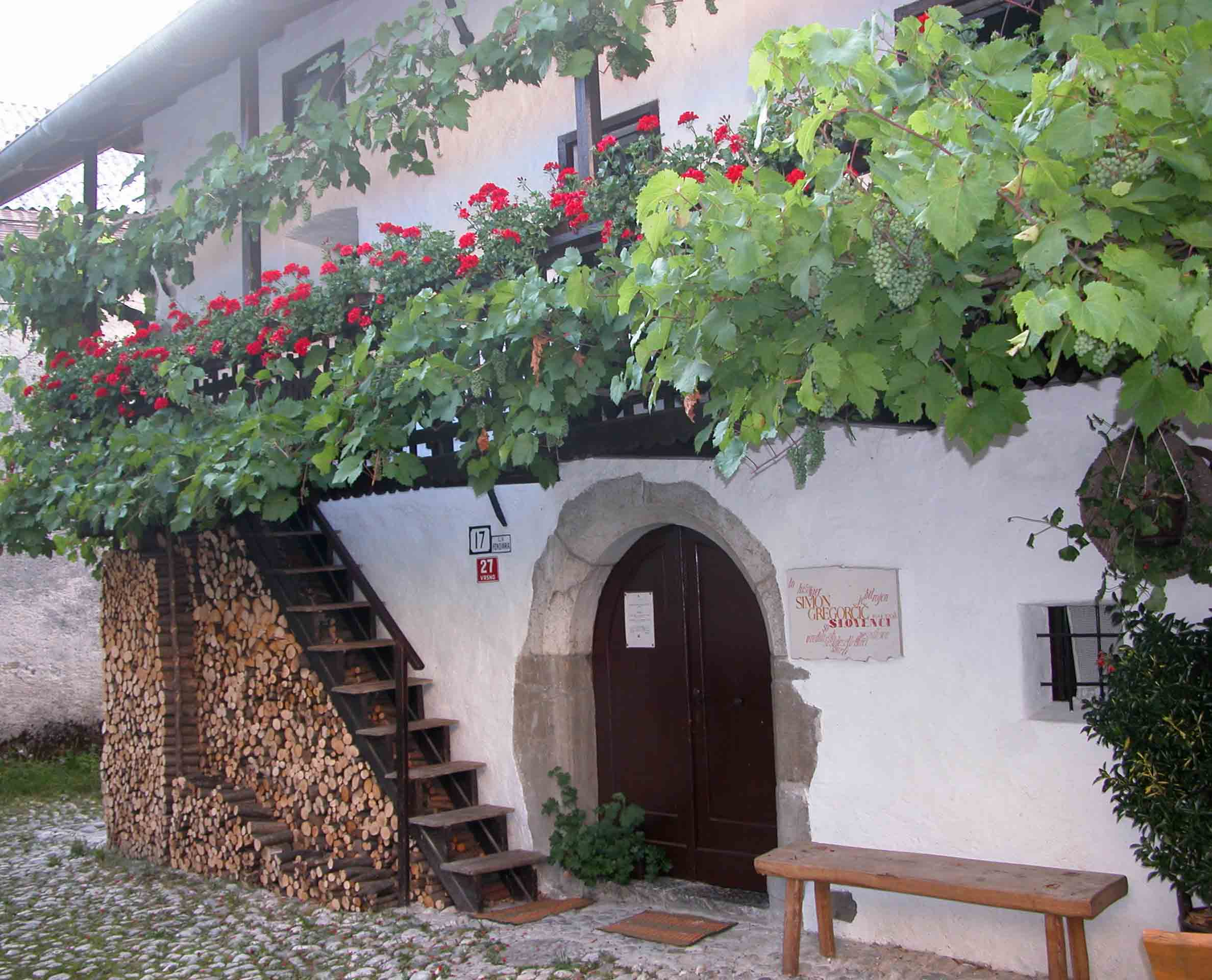
Будинок у Врсно, де народився поет Грегорчич